# Polymyxin

Colistin (polymyxin E)

Polymyxin är en cyklisk polypeptid. Den har en hydrofob och en hydrofil del. Polymyxin är kraftigt toxisk men används ändå som antibiotika vid vissa kraftiga infektioner. Polymyxin används som behandling mot bakterien Pseudomonas aeruginosa, en bakterie som är den främsta dödsorsaken hos brännskadepatienter. Pseudomonas aeruginosa är resistent mot de flesta antibiotika utom polymyxin. Polymyxin fäster på de yttre cellmembranen och gör att det slits sönder och cellinnehållet läcker ut.